# Serviceplan
Ein Serviceplan oder Wartungsplan ist eine vorgesehene Wartung eines Gerätes oder einer Anlage nach Vorgaben des Herstellers. Die Pläne sind abhängig von Bauart und Modell sowie vom Intervall und der Intensität der Nutzung. Die Wartung ist vor allem auf verschiedene Prüfpunkte ausgelegt, die auf vermuteten oder erkannten Schwächen beruhen.

## Hintergrund
Der Serviceplan berücksichtigt unter anderem die Abnutzung, Fehlerkorrektur und die Wahrscheinlichkeit technischer Defekte. Er beinhaltet bei elektronischen Geräten auch ein Software-Update. Bei mechanisch stark beanspruchten Systemen ist in den Serviceplänen in der Regel zudem eine Werkstoffprüfung vorgesehen.
Der Serviceplan dient vorwiegend zur Erhaltung der Funktionsfähigkeit und der Betriebssicherheit. Die Einhaltung der Serviceintervalle durch eine autorisierte Werkstatt kann ferner Grundvoraussetzung für die Garantie seitens des Herstellers bzw. Generalimporteurs sein.
Die Wartungsarbeiten werden in einem bereitgestellten Serviceheft oder auch Scheckheft dokumentiert. Die Bezeichnung Scheckheft stammt aus früheren Zeiten, als in den Serviceheften der Kraftfahrzeuge tatsächlich heraustrennbare Gutscheine (Schecks) enthalten waren, mit denen die erste fällige Inspektion, gegebenenfalls auch weitere Inspektionen, kostenfrei durchgeführt werden konnte. Man gab den Scheck der Autowerkstatt, die ihre Kosten damit beim Hersteller des Wagens abrechnete.
Servicehefte werden bei Neufahrzeugen vieler Herstellern nicht mehr in Papierform, sondern elektronisch (in Form einer Datenbank) geführt. Auch freie Werkstätten müssen auf diese Datenbanken (gem. EU-Verordnung Nr. 566/2011) kostenfrei zugreifen können.
Mittlerweile wird statt des Begriffes Scheckheft auch die Bezeichnung Checkheft verwendet, wohl auch deshalb, weil die Hersteller den Arbeitsumfang im Rahmen einer Wartung häufig in Form von tabellarischen Prüflisten (Checklisten) vorgeben.
Beispiele:
- nach Betriebsleistung
  - Kleine Inspektion bei einer Laufleistung nach den ersten 1000 km, Große Inspektion nach 10.000 km.
- nach Zeitablauf
  - Technische Prüfung nach 100.000 Betriebsstunden.